# Nissan R86V
Der Nissan R86V ist ein Sportwagen-Prototyp der Gruppe C, der 1986 hergestellt wurde. Er wurde auf einem March-Chassis von Nissans Motorsportabteilung Nismo aufgebaut. Von dieser Baureihe entstanden insgesamt vier Fahrzeuge, von denen drei später zum R88C beziehungsweise March 88S umgebaut wurden.
Der R86V bestritt 1986 und 1987 Rennen in der All Japan Sports Prototype Championship (JSPC) und bei den 24 Stunden von Le Mans.

## Entwicklung
Der R86V entstand auf der Basis eines March-Chassis, das intern als 86G bezeichnet wurde. Dessen Entwicklung wurde nach einer gemeinsamen Bestellung von Nissan und BMW begonnen, wobei die Exemplare für den deutschen Hersteller für seine nordamerikanische Motorsportabteilung bestimmt waren, die damit an der IMSA-GTP Rennserie teilnahm. Federführend bei der Entwicklung war der frühere McLaren Ingenieur Gordon Coppuck, der für die Planung moderne CAD-Software einsetzte.
Das Chassis wurde in Monocoque-Bauweise aus Aluminium hergestellt und konnte im Vergleich zu älteren Gruppe C und IMSA-GTP Rennwagen von March eine verbesserte Aerodynamik durch die seitliche Montage der Kühler aufweisen. Vier Chassis inklusive manuellem Fünfgang-Getriebe wurden nach Japan geliefert, wo Nissans Motorsportabteilung Nismo für den weiteren Aufbau des Fahrzeugs zuständig war. Der verbaute Motor war derselbe, der auch schon im R85V eingesetzt wurde und ursprünglich aus dem Nissan 300ZX stammte. Mit Biturboaufladung und einem Motorblock aus Aluminium konnte das VG30T genannte Triebwerk in Qualifyingabstimmung ca. 1000 PS erreichen, wohingegen die Leistung im Rennen zwecks Haltbarkeit auf rund 700 PS gedrosselt wurde.
Die vier für Nissan gebauten Chassis trugen die Produktionsnummern 86G-5, 86G-6, 86G-7 und 86G-8.
Im Jahr 1988 wurden die Chassis 86G-5 und 86G-7 zum R88C modifiziert, auch bei zwei R87E erfolgte dieser Umbau. Das Chassis 86G-8 wurde hingegen von March zum March 88S umgebaut.

## Renneinsätze

### 1986
Der erste R86V sollte in einem JSPC-Langstreckenrennen in Suzuka debütieren, konnte aber nicht antreten, da der Wagen bereits im Qualifying einen Feuerschaden erlitt. Trotzdem folgte für das Fahrzeug die Teilnahme beim 24-Stunden-Rennen von Le Mans 1986, gemeinsam mit einem R85V aus dem vorherigen Jahr. Der erste Auftritt Nissans bei dem prestigeträchtigen Rennen sorgte für ein reges Medieninteresse. Nach 64 gefahrenen Runden und einer Renndauer von fünf Stunden fiel der R86V mit der Startnummer 23 schließlich mit technischem Defekt am Getriebe aus. Ein kleiner Trost für die großen Anstrengungen war der 16. Platz im Gesamtklassement für den alten R85V (#32), der insgesamt 284 Runden absolvierte und eine Distanz von 3850,5 km zurücklegte.
In der JSPC-Rennserie wurden alle R86V eingesetzt, die bei den sechs Rennen der Saison aber nur bescheidene Erfolge erzielen konnten. Ein 5. Platz war die beste zu verzeichnende Position bei insgesamt nur fünf Zieleinläufen, wobei die vier Boliden 13 Starts verbuchen konnten.

### 1987
Ein R86V wurde vom Privatteam Italya Sports im 24-Stunden-Rennen von Le Mans 1987 eingesetzt, dieser schied jedoch nach sieben Stunden und 86 Runden wegen eines Unfalls aus.
In der JSPC standen in diesem Jahr sechs Rennen an. Zwei R86V nahmen an den Läufen teil, wobei die Erfolge durchwachsen blieben. Bei den ersten zwei Veranstaltungen in Suzuka und Fuji erreichte jeweils nur ein Wagen auf der 8. Position das Ziel. Die vier verbleibenden Rennen absolvierte nur noch ein R86V, der einmal ausfiel und in den letzten drei Läufen die Plätze 21, 13 und 4 erreichte.

### 1988 – March 88S
Das zum March 88S umgebaute R86V-Chassis wurde vom Team Italya Sport beim 24-Stunden-Rennen von Le Mans 1988 eingesetzt, allerdings fiel der Wagen mit technischem Defekt aus.
Auch in der JSPC wurden wieder Rennen gefahren, die jedoch keine großen Erfolge mit sich brachten, da der March 88S nur in zwei von sechs Rennen auf den Plätzen 8 und 9 durchs Ziel fuhr.